# Serious Hits... Live!
| Recensione | Giudizio |
| ---------- | -------- |
| AllMusic   |          |

Serious Hits... Live! è un album dal vivo del cantante britannico Phil Collins, pubblicato il 5 novembre 1990 dalla Atlantic Records.
L'album racchiude una selezione dei migliori brani eseguiti dal vivo durante il tour mondiale legato all'album ...But Seriously.
Parallelamente all'uscita del disco, è stata pubblicata una VHS con l'intero concerto tenuto all'anfiteatro Waldbühne di Berlino, in Germania, il 15 luglio 1990. Questo è stato ristampato in DVD nel 2003.

## Tracce
Testi e musiche di Phil Collins, eccetto dove indicato.

### CD
1. Something Happened on the Way to Heaven – 4:59 (Collins, Daryl Stuermer)
2. Against All Odds (Take a Look at Me Now) – 3:28
3. Who Said I Would – 4:28
4. One More Night – 5:49
5. Don't Lose My Number – 4:42
6. Do You Remember? – 5:40
7. Another Day in Paradise – 5:36
8. Separate Lives – 5:16 (Stephen Bishop)
9. In the Air Tonight – 6:35
10. You Can't Hurry Love – 2:54 (Holland-Dozier-Holland)
11. Two Hearts – 3:07 (Collins, Lamont Dozier)
12. Sussudio – 7:14
13. A Groovy Kind of Love – 3:30 (Toni Wine, Carole Bayer Sager)
14. Easy Lover – 4:46 (Collins, Philip Bailey, Nathan East)
15. Take Me Home – 8:39

### VHS/DVD
1. Hand in Hand
2. Hang in Long Enough
3. Against All Odds (Take a Look at Me Now)
4. Don't Lose My Number
5. Inside Out
6. Do You Remember?
7. Who Said I Would
8. Another Day in Paradise
9. Separate Lives (Bishop)
10. Saturday Night and Sunday Morning (Collins, Thomas Washington)
11. The West Side
12. That's Just the Way It Is
13. Something Happened on the Way to Heaven (Collins, Stuermer)
14. Doesn't Anybody Stay Together Anymore? (Collins, Stuermer)
15. One More Night
16. Colours
17. In the Air Tonight
18. You Can't Hurry Love (Holland-Dozier-Holland)
19. Two Hearts (Collins, Dozier)
20. Sussudio
21. A Groovy Kind of Love (Wine, Sager)
22. Easy Lover (Collins, Bailey, East)
23. Always (Irving Berlin)
24. Take Me Home

## Formazione
The Serious Guys
- Phil Collins – voce, Yamaha CP-70 electric grand piano, batteria, tamburello
- Daryl Stuermer – chitarra
- Leland Sklar – basso
- Chester Thompson – batteria
- Brad Cole – tastiera

The Seriousettes
- Bridgette Bryant – seconda voce
- Arnold McCuller – seconda voce
- Fred White – seconda voce

The Phenix Horns
- Don Myrick – sassofono contralto
- Louis Satterfield – trombone
- Rahmlee Michael Davis – tromba
- Harry Kim – tromba

## Classifiche
| Classifica (1990) | Posizione massima |
| ----------------- | ----------------- |
| Australia         | 5                 |
| Austria           | 2                 |
| Belgio            | 3                 |
| Canada            | 5                 |
| Danimarca         | 4                 |
| Europa            | 1                 |
| Finlandia         | 3                 |
| Francia           | 2                 |
| Germania          | 1                 |
| Grecia            | 7                 |
| Irlanda           | 2                 |
| Italia            | 3                 |
| Norvegia          | 9                 |
| Nuova Zelanda     | 2                 |
| Paesi Bassi       | 1                 |
| Portogallo        | 2                 |
| Regno Unito       | 2                 |
| Spagna            | 6                 |
| Stati Uniti       | 11                |
| Svezia            | 16                |
| Svizzera          | 2                 |